# Poinson-lès-Nogent
Poinson-lès-Nogent é uma comuna francesa na região administrativa de Grande Leste, no departamento de Haute-Marne. Estende-se por uma área de 10,67 km². Em 2010 a comuna tinha 145 habitantes (densidade: 13,6 hab./km²).